# Gebäude- und Wohnungsregister (Österreich)
Das Gebäude- und Wohnungsregister (kurz GWR oder auch AGWR für Adress-, Gebäude- und Wohnungsregister) ist ein von der Statistik Österreich geführtes, amtliches Verzeichnis mit Daten zu Grundstücken, Gebäuden und Wohnungen.

## Beschreibung
Das Register enthält die Adressen sämtlicher Grundstücke, Gebäude, Wohnungen und sonstiger Nutzungseinheiten Österreichs samt ausführlichen Beschreibungen. Unter dem Begriff Adresse ist dabei eine Örtlichkeit mit Raumbezug zu verstehen, die verbal und mit Koordinaten verortet ist. Eine Gebäudeadresse besteht im GWR aus der Gemeinde, der Ortschaft, der Straße und der Orientierungsnummer samt Postleitzahl und sonstigen Angaben, bei Grundstücken ist weiters die Katastralgemeinde angegeben. Adressen von Wohnungen (Tür- oder Topnummer) beziehen sich auf Gebäudeadressen. Alle Grundstücke und Gebäude sind auch mit Rechts- und Hochwerten des Österreichischen Bundesmeldenetzes erfasst. Bei Gebäuden sind zusätzlich Merkmale wie Fläche, Gebäudetyp, Bauperiode, Gebäudestatus, Geschoßanzahl, Anschlüsse (Wasser, Gas…), Beheizung usw. angegeben.
Verpflichtet zur Einmeldung sind die (Bauämter der) Gemeinden. Die Daten werden in unterschiedlichem Umfang anderen Behörden und Nutzergruppen zur Verfügung gestellt und sind auch allgemein abrufbar.

## Geschichte
Das Gebäude- und Wohnungsregister wurde 2004 eingerichtet und 2010 als Adress-GWR II wesentlich erweitert.

## Grundlage
- Bundesgesetz über das Gebäude- und Wohnungsregister (BGBl. I Nr. 9/2004) auf ris.bka.gv.at